# ماركو إلسنر
ماركو إلسنر (بالسلوفينية: Marko Elsner)‏، من مواليد 11 ابريل 1960، لاعب كرة قدم يوغسلافي وسلوفيني سابق.
لعب مع منتخب يوغسلافيا لكرة القدم.

## مسيرته الكروية
لعب ماركو إلسنر خلال مسيرته الاحترافية مع 4 أندية في ستة عشر موسمًا وسجل خلالها 23 هدفًا ضمن 371 مباراة. حيث فاز في موسم واحد بالكأس وفي موسم واحد بالدوري.
خاض ماركو إلسنر مسيرته مع نادي أولمبيا ليوبليانا في موسم 1977–78 ليلعب معه ستة مواسم، مشاركًا في 107 مباراة سجل خلالها 14 هدفًا. ثم انتقل إلى نادي النجم الأحمر بلغراد في موسم 1983–84 ليلعب معه أربعة مواسم، حيث شارك في 118 مباراة سجل خلالها 3 أهداف. لينتقل بعدها إلى نادي نيس في موسم 1987–88 في المرة الأولى واستمر معه طيلة ثلاثة مواسم ثم في موسم 1991–92 ولمدة موسمين، مشاركًا طوالها في 129 مباراة سجل خلالها 6 أهداف. ثم انتقل إلى نادي أدميرا فاكر مودلينغ في موسم 1990–91 لمدة موسم واحد، مشاركًا في 17 مباراة ولم يسجل أي هدف.

## روابط خارجية
- ماركو إلسنر على موقع قاعدة بيانات كرة القدم.إي يو (الإنجليزية)
- ماركو إلسنر على موقع ليكيب (الفرنسية)
- ماركو إلسنر على موقع ناشيونال فوتبول تيمز (الإنجليزية)
- ماركو إلسنر على موقع عالم كرة القدم.نت (الإنجليزية)
- ماركو إلسنر على موقع أوليمبيديا (الإنجليزية)